# 德埃萨
德埃萨（Deesa），是印度古吉拉特邦Banas Kantha县的一个城镇。总人口83340（2001年）。

## 人口
该地2001年总人口83340人，其中男性44018人，女性39322人；0—6岁人口12795人，其中男7202人，女5593人；识字率60.95%，其中男性为69.39%，女性为51.50%。